# Bánhida–Tolna erdei vasút
A Bánhida–Tolna erdei vasút egy 600 mm nyomtávú gőzvontatású erdei vasút volt, ami 1906 és 1960 között működött Bánhida (ma Tatabánya része) és Tolna (ma Vértestolna) községek között.

## Története
A tatai Esterházy-uradalom szerződést kötött Milch fakereskedővel Vértesszőlős és Vértestolna (akkor még Tolna) községek között fekvő Öreg-Kovács hegy fennsíkján elterülő erdőség kitermelésére. A fakitermeléshez 600 mm nyomtávú erdei vasutat építettek a Bánhida MÁV vasútállomás (ma Tatabánya vasútállomás) melletti fatelep és Vértestolna északi részénél található János-hegy között. 1906. januári leszállítással egy 1752 gyári számú, 40 lóerős, 3 tengelyes O&K gyártmányú, fatüzeléses gőzmozdony került beszerzésre. A lokomotív a 346.301 pályaszámot kapta. A több, mint 17 km hosszú vasúti pálya 7 és 9 kg/fm-es sínekből épült fel. A pálya legnagyobb emelkedése 30 ezrelék volt. Ahol töltés megépítésére volt szükség, ott a helyben megtalálható sárga homokos-löszös agyagot használták, ebbe 30-40 cm vastag rétegben nagyméretű mészkő tömböket ágyaztak. A talpfák közé szintén helyben bányászott zúzott mészkő ágyazat került.
A kitermelés aktuális helyétől kétkerekű lovas kordékkal hatalmas erdészeti csúszdához közelítették ki a faanyagot, amelyen keresztül a vasút közelébe csúsztatták le az árut.
Milch fakereskedő a fakitermelésre Erdélyből hozatott favágókat, akik Koldusszálláson kerültek elszállásolásra. A hagyomány szerint a favágók megjelenése annyira szegényes volt, hogy a helyiek koldusnak vélték őket. Innen ered Koldusszállás neve, ahol ma csinos, erdészház/vadászház működik parkosított tóval, vadhús hűtőkamrával, takarmány tárolóval, stb. A fakitermelés támogatására Koldusszálláson 3000 köbméteres farakodó létesült, ahol szürke marha ökrökkel mozgatták a rönköket.
Egy 1922-es állapotokat jelző katonai térképen a vasút nem szerepel. Elképzelhető, hogy a fennállása során akár többször is szünetelt a vasútüzem. A negyedik katonai felmérés térképén a vasútvonal a Kopasz-bükk és a Kappan-bükk találkozásánál fekvő Kútzugban véget ér. Az úgynevezett "angyalos" térképen pedig Koldusszállás felett kb. 500 méterrel ér véget a vonal. Tehát az idő múlásával egyre csökkent a vonal hosszúsága.
A vasút a második világháborút még túlélte, az államosítást követően a MÁLLERD (Magyar Állami Erdőgazdasági Üzemek Igazgatósága) felügyelete alatt működő Tatabányai Állami Erőgazdaság kezelésében Bánhidai erdei vasút néven működött, jellemzően évente kb. 3 hónapot. Ilyenkor a mozdonyvezetőt és a fűtőt más erdei vasutakról kölcsönözték. A fékezőket és a pályamunkásokat Tatabánya elődtelepülései adták.
A Tatabányán folyó intenzív szénbányászat külfejtései a vasutat is elérték, szükségessé vált a nyomvonal egy hozzávetőlegesen 1 km-es szakaszának áthelyezése, ami viszont már csak részben valósult meg.
A vonal 1960-as években szűnt meg. Szemtanúk szerint 1959. évben még járt. Ekkorra a vasút által elért erdőrészeket már letermelték. A gőzmozdony Királyrétre került, a 13 rönkszállító kocsi (lóré) sorsa nem ismert. A fentrol.hu-n egy 1967. május 13-án keltezett légi felvételen Alsógalla külterületén még látható egy szakasz betonalj sor az egykori nyomvonalon.

## Útvonala

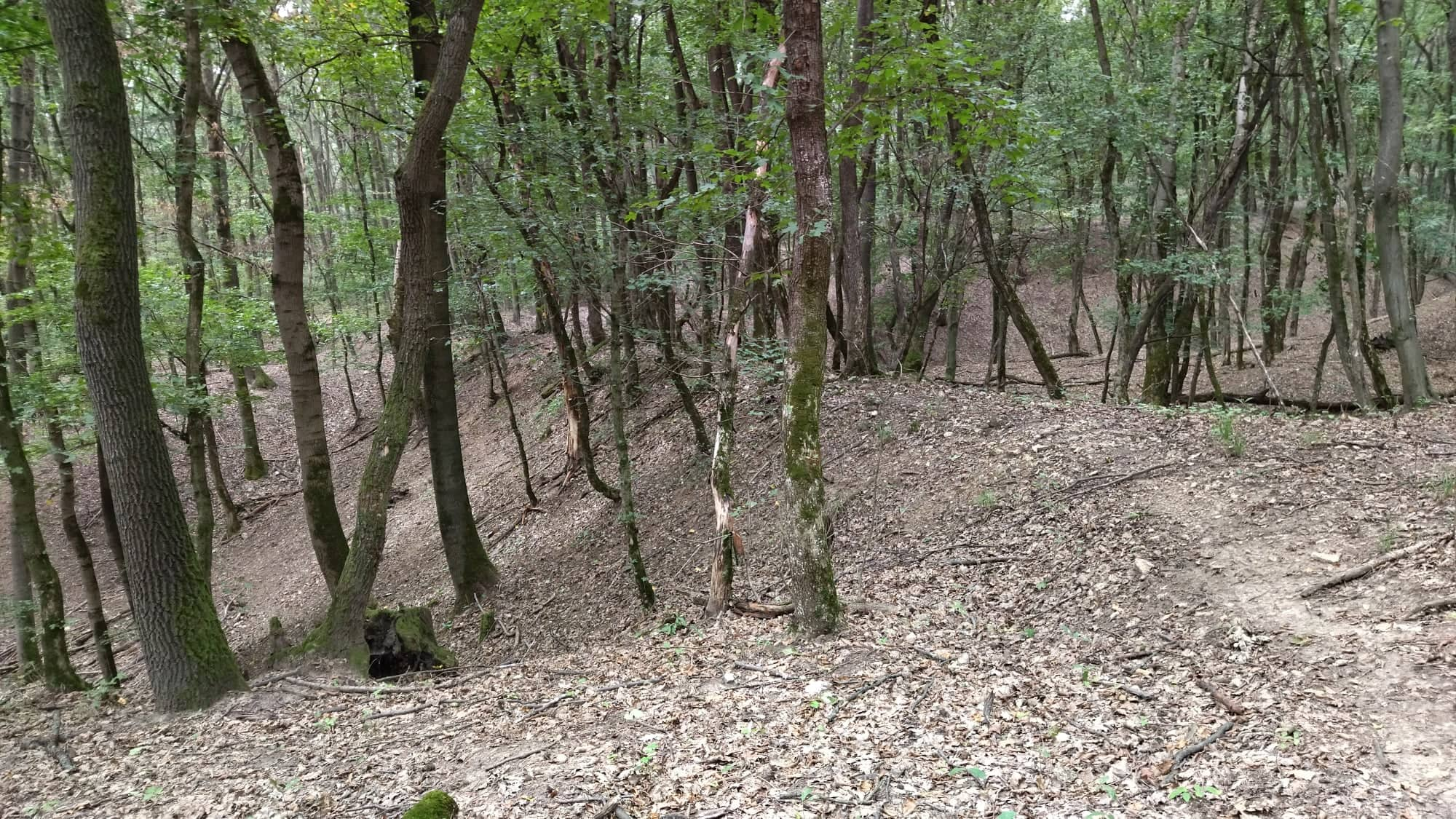
20 méter hosszú töltés keresztez egy 6-8 méter mély vízmosást a Bikarét felett

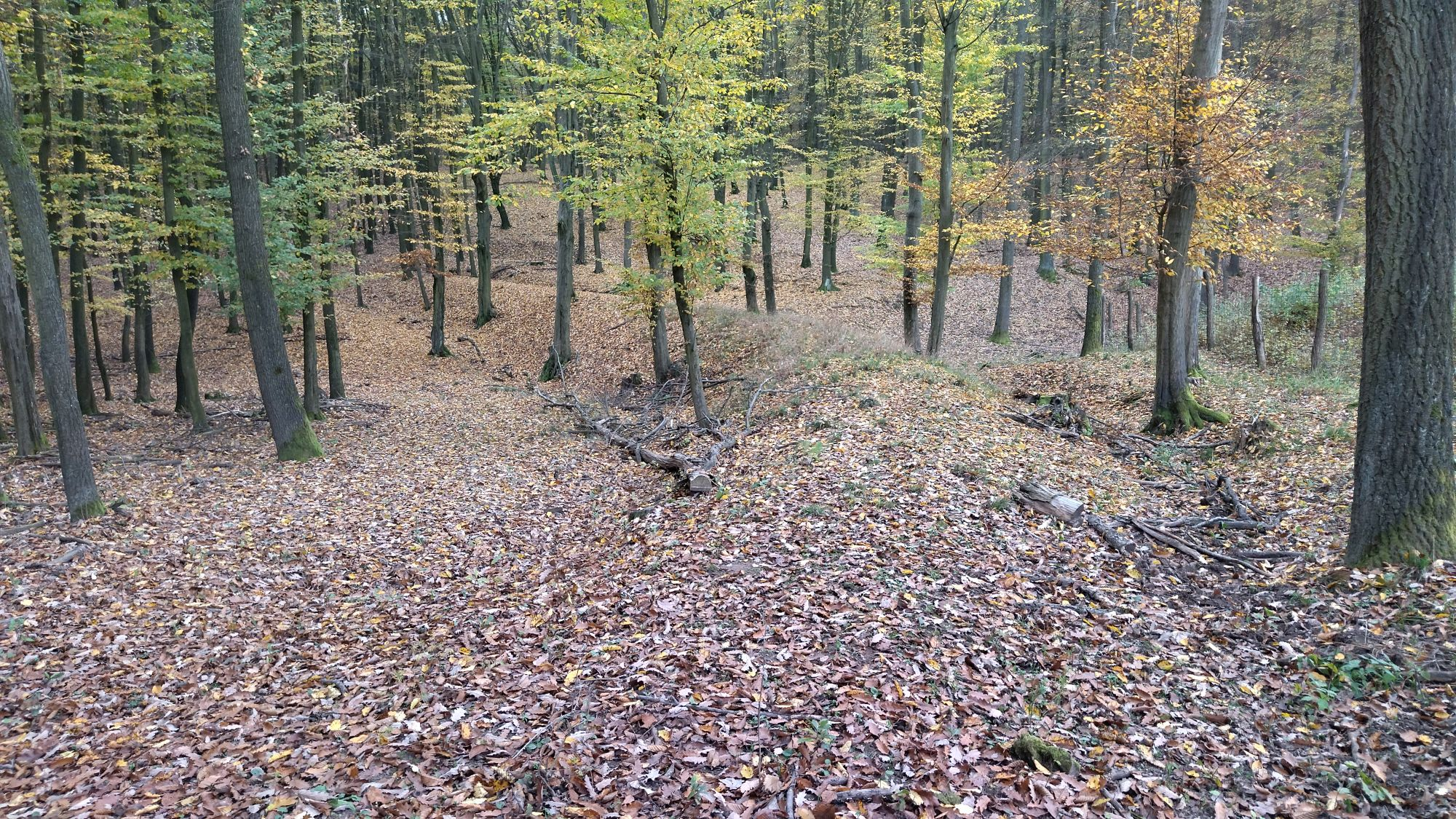
Töltés ívben az Őz-fej hegy alatt

A vasút az erdőkből kitermelt fát a MÁV 1-es számú, Budapest–Hegyeshalom–Rajka (akkor még Újszőny–Kelenföld) vasútvonalán lévő bánhidai vasútállomásnál működő egykori fatelepre és rakodóra szállította. A másik végpont Vértestolna (akkor még Tolna) község északi részénél volt, azonban attól északra is találhatók töltésmaradványok..

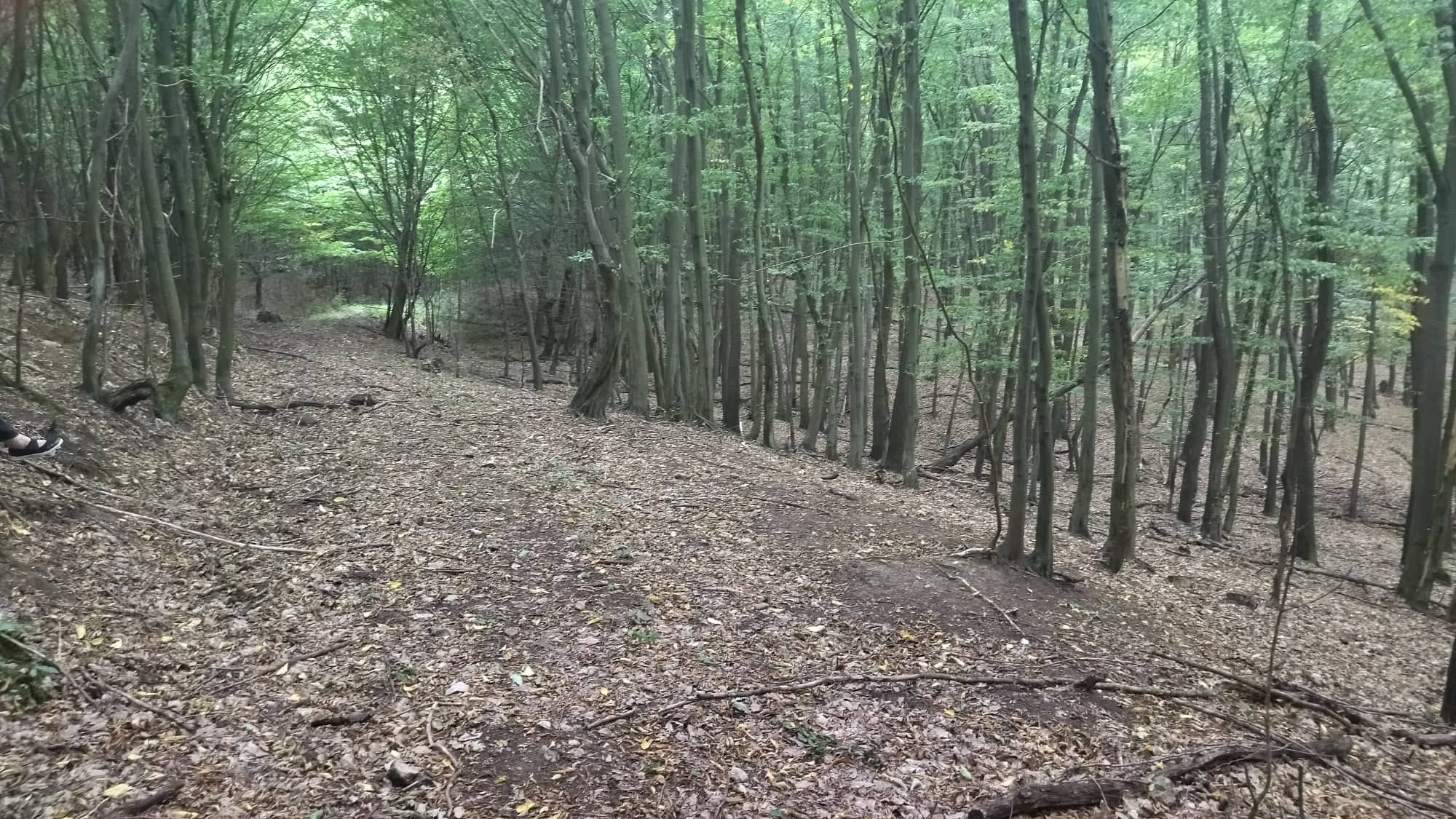
Az egykori nyomvonal az Őz-fej hegy alatt

A vonal hosszúságának közel egyharmada a mai Tatabánya belterületén haladt át, végig a Galla-patak mellett. A MÁV rakodó nagyjából a mai OBI áruház mögött volt. Hozzávetőlegesen a mai Konzum előtt keresztezte a Győri utat, majd a Dózsakerti felüljáró magasságában ismét a nagyvasúti vonal felé fordult. A mai Jubileumi parknál érte el a Galla-patakot, amelynek vonalát innentől kezdve végig követte (Csónakázó-tó, Sárberki lakótelep, nagy Tesco, Volán telep, Antall József utca, Táncsics Mihály út, Sanmina SCI), egészen a mai 1-es főútig, ahol a Tarjáni-Malom-patak mellett vezetett tovább a Tarjáni út mellett a Keselő-hegy alatt elhaladva. A kőbánya bekötő útjánál ma is látható a töltés. Innen hozzávetőlegesen 1 km-re a patak medrében beton műtárgy létesült a mozdony újbóli vízzel történő feltöltéséhez. A pálya innen már gyakorlatilag végig emelkedett, így jelentős mennyiségű gőzre volt szükség. A vonal a Lázár-hegy alatt a mai M1 autópálya Harkályos pihenője mellett befordult a Tarjáni-Malom-patak völgyébe, ahol a patakot két hídon is keresztezte. A hidak maradványai ma is láthatók. A Koldusszálláshoz közelebbi kőpilléres, faszerkezetű hidat az erdészet sokáig használta mindaddig, amíg a szovjet hadsereg egy harckocsija alatt le nem szakadt. A koldusszállási erdészház mellett elhaladt, majd körülbelül 1 kilométer után egy nagyjából 50 fokos nyugati és azt követően egy nagyjából 120 fokos keleti irányú fordulóval a Bikarét felett megkezdte a felkapaszkodást a Vértestolna alatti Malom-dűlő völgybe. Elhaladt az Őz-fej nevű, 329 méter magas hegy mellett annak keleti lábánál, majd lassan bekúszott az 519 méter magas Kappan-bükk, majd a Kopasz-bükk nevű hosszú hegyvonulat lábához. A Kappan-bükk alatt a vonat meredek sziklafal tövében haladt. A végpontját Vértestolna északi részénél, a János-hegynél érte el.

## Források

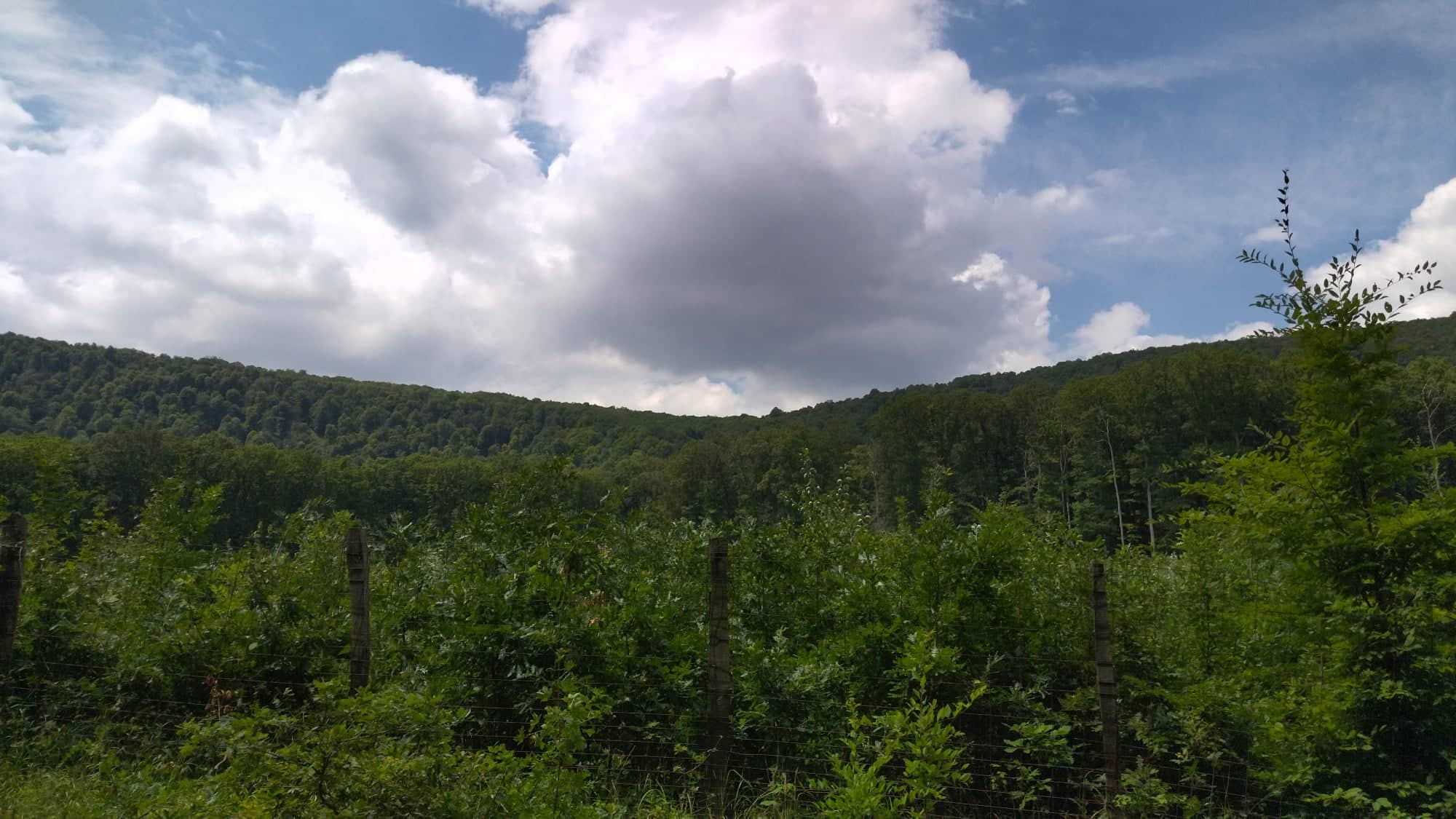
A Kútzug Vértestolna közelében